# CP série 0600/0650
Les séries 0600 et 0650 étaient une série d'autorails portugais bicaisse / tricaisse en acier inoxydable au service des CP, connues comme UDD (Unidades Duplas Diesel, en français Unités Doubles Diesel) et à partir de 1989 connues comme UTD (Unidades Triplas Diesel, en français, Unités Triples Diesel) en rame tricaisse.

## Histoire
Ces matériels sont nés d'un projet, au milieu des années 1970, de construction de rames automotrices pour assurer un service haut de gamme sur des lignes non électrifiées, ce qui, à l'époque, était le cas de la plupart des lignes du réseau portugais.
Le projet initial fut abandonné à cause des difficultés économiques de la compagnie mais finalement une commande de 20 autorails bicaisse fut passée à Sorefame pour le service rapide régional.
Ces autorails doubles ont été livrés en 1979 et 1980.
Au milieu des années 1980, les CP ont commandé 6 autorails supplémentaires en version tricaisse, et 20 remorques intermédiaires pour les UDD déjà en service. Les livraisons furent terminées en 1990.
Depuis l'automne 2009, les remorques intermédiaires des autorails affectées à la ligne de l'Algarve furent retirées pour éviter la surcharge des moteurs et leur vitesse limitée à 110 km/h ou 100 en UM.

## Caractéristiques
Les UTD sont des autorails à caisse en acier inoxydable d'influence américaine de la compagnie Budd, dont Sorefame possédait la licence.
Dans leur dessin ces autorails montrent des influences importantes européennes comme les portes d'accès de type Mielich et des portes d'intercommunication à double battant.
L'intérieur est aménagé en salon avec décoration en tons de marron pour les 0600 et en tons de bleu ciel et gris foncé pour les 0650. En 2e classe les places assises sont en forme de banquette à 2 ou 3 places et disposition tête-a-tête. En 1re classe elles sont en forme de sièges individuels. Une des motrices possède un compartiment à bagages qui fait la séparation des salons de 2e et 1re et aussi 2 WC par véhicule.

## Technologie mécanique
Ces autorails sont équipés de 2 moteurs chacun, dans les véhicules pilotes. Les moteurs sont les célèbres Saurer SDHR construits en France sous licence par la Société des Forges et Ateliers du Creusot. Ces moteurs sont une version légèrement améliorée des X 4500/X 4630 de la SNCF avec une puissance de 385 kW (525 CV) chacun et avec transmission hydraulique Voith. Finalement, les rames ont une puissance de 570 kW (775 CV) à la jante.
La vitesse maximum est limitée à 120 km/h, mais en version bicaisse la puissance était suffisante pour atteindre 140 km/h.

## Services
Au cours des années, ces autorails ont montré des capacités variées et ont assuré des services régionaux, internationaux, "RER" et aussi Intercidades (Inter-cités).
Ils ont été affectés aux lignes du Minho Porto-Valença-(Vigo, Espagne) et Douro, dans l'ouest jusqu'en 2004 et aussi dans la Beira Alta et Beira Baixa en service Rapide (Porto↔Covilhã), entre 1979 et 1981. Ils ont été introduítes dans l'Algarve à partir de 1991. En 1999, ils débutent les services RER Barreiro-Praias do Sado (Setúbal), jusqu'en 2008, date de l'électrification de la ligne.

## Radiations
Les CP ont lancé un appel d'offres pour l'acquisition de 30 autorails diesel afin de radier la Série 0350 et 0600, à court terme. Cependant, les CP ont loué 17 autorails à Renfe pour accélérer le processus de radiation des séries plus anciennes.
La première unité à être radiée a été la 0654 après un accident en 1997 dans l'Algarve ; cependant, en 2009-2011 d'autres rames ont été progressivement radiées.
Les deux 0600/0650 encore en service ont été radiées le 31 janvier 2012.

## Préservation
L'autorail 0655 est affecté au musée national des chemins-de-fer.
Tous les autres autorails, sauf les 0607, 0612 et 0651 ont été ferraillés.
La remorque 0609 a été transformée en voiture pour le transport de travailleurs des ateliers d'Entroncamento.

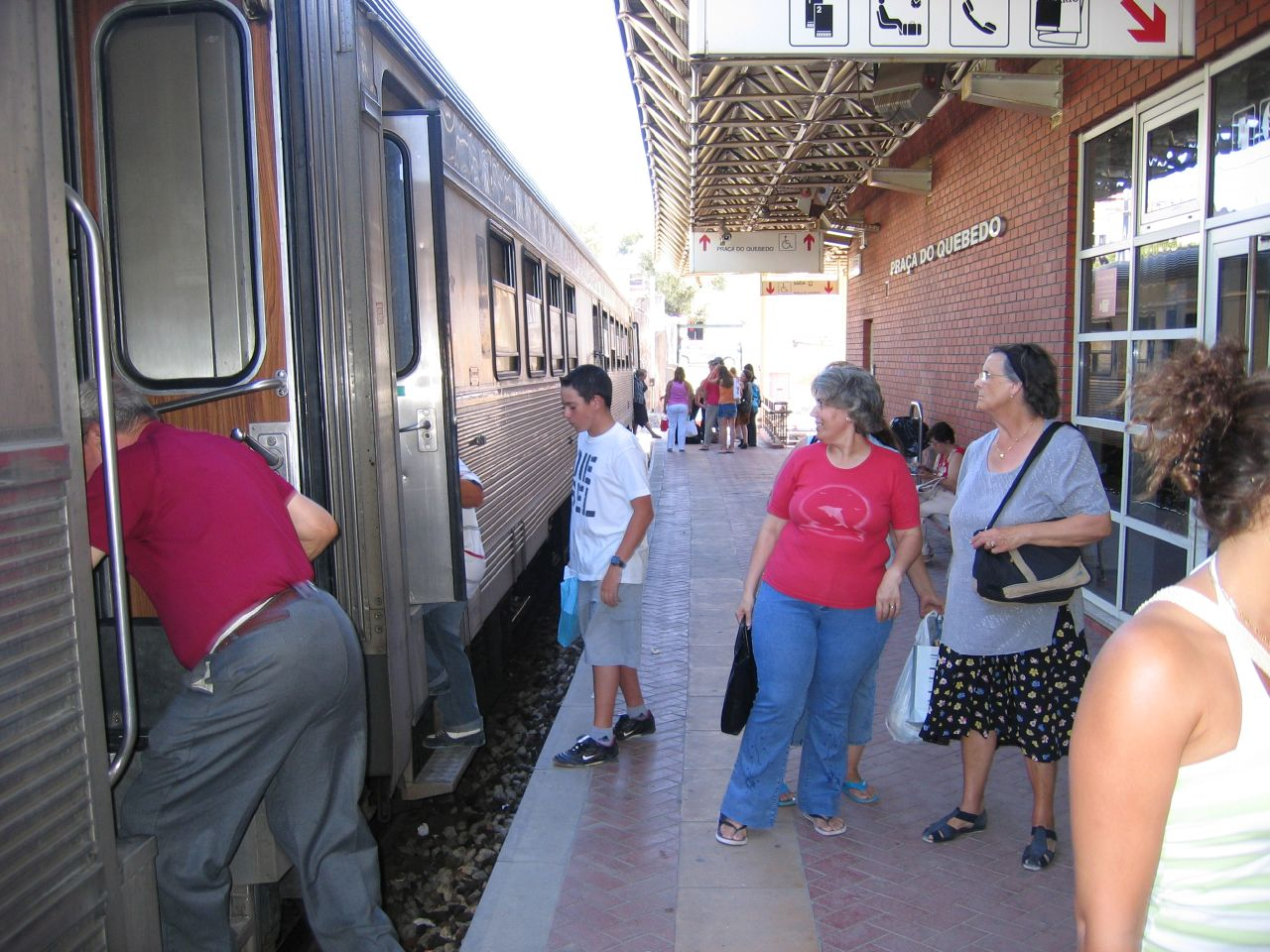
UTD 0600 à la gare de Praça do Quebrado - Setúbal, RER Barreiro ↔ Praias do Sado
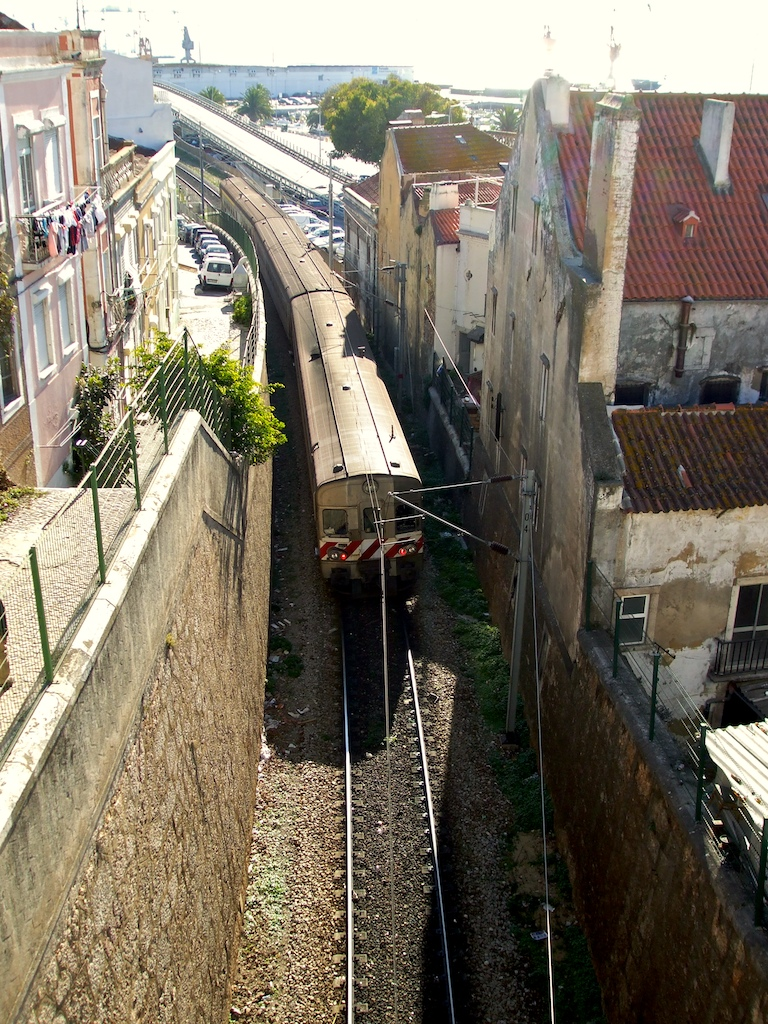
UTD 0600 à Setúbal, dans l'entrée du tunel "das Fontainhas", RER Barreiro ↔ Praias do Sado